# Vera Drake
Vera Drake (Brasil: O Segredo de Vera Drake / Portugal: Vera Drake) é um filme britânico de 2004, do gênero drama, dirigido por Mike Leigh. Conta a história de uma mulher de classe baixa que desafia os valores morais da sociedade londrina da década de 1950.

## Sinopse
O filme acompanha a trajétoria de Vera Drake, uma mulher de classe baixa que mora com a família na cidade de Londres, na década de 1950. Vera é incansavelmente devotada à sua família; ela cuida de seu marido, de seus dois filhos e de sua mãe idosa, além de um vizinho doente. Os filhos de Vera são: Ethel, que trabalha em uma fábrica, e Sid, que trabalha como alfaiate. O marido de Vera, Stanley, trabalha como mecânico. Apesar da família de Vera não viver em luxo, os fortes laços que possuem entre si os mantêm unidos.
Vera trabalha como diarista. No entanto, o que sua família não sabe, é que ela também realiza abortos de forma ilegal. Ela não recebe dinheiro por essa tarefa, acreditando que o faz por generosidade. O que Vera não sabe, no entanto, é que sua parceira de negócios, Lily, que é quem arranja os encontros entre ela e as mulheres que querem abortar, cobra das pacientes.
O filme também acompanha a história de Susan, a filha de uma das patroas de Vera, para mostrar como as mulheres da classe alta faziam para abortar na Inglaterra daquela época. Susan é estuprada e engravida. Ela pede a uma amiga para entrar em contato com um médico que realiza abortos. A prática do aborto era ilegal, mas podia ser feito de forma legal, desde que a mulher tivesse em mãos um atestado assinado por um psiquiatra explicando que não tinha doença mental|capacidade mental o suficiente para ser mãe. Essa prática, no entanto, consumia muito mais dinheiro do que um aborto clandestino (um aborto ilegal custava, pelos valores de hoje, £48. Já um aborto legal era r$2400). No caso de Susan, ela dá todas as respostas certas para o psiquiatra e consegue um atestado explicando que devido à sua condição mental ela poderia se machucar durante a gravidez.
Quando uma das cliente de Vera adoece e é levada ao hospital, ela é apontada para a polícia como a autora do aborto. A família de Vera está celebrando o noivado de Ethel quando a polícia a prende. O delegado dá à Vera a chance de confessar seu segredo para Stan, que fica bastante confuso. Antes do Natal, começa o julgamento de Vera e, em janeiro, ela é condenada a dois anos e meio de prisão.

## Produção
Os filmes de Leigh são cheios de realismo e improvisações, e Vera Drake não é diferente. Para obter uma reação a mais real possível, Leigh não contou a nenhum dos atores principais, com exceção de Imelda Staunton, que o filme era sobre aborto. Nem Staunton ficou sabendo que sua personagem seria presa. Sua reação e a dos outros atores quando os policias batem na porta da casa usada para ensaios é verdadeiramente genuína. Os diálogos daquela cena foram completamente improvisados.

## Base para o roteiro
Em Vera Drake, Leigh incorpora elementos de sua própria infância. Ele creceu no norte de Salford, em Lancashire, e experienciou estilos de vida bem diferentes, por ser filho de um médico e de uma parteira. Em seu livro, intitulado The Cinema of Mike Leigh: A Sense of the Real, ele escreve: "vivi nesse distrito particularmente da classe trabalhadora, com alguns parentes morando em distritos mais arborizados ruas acima. Então sempre houve uma tensão, ou pelo menos uma dualidade: esses dois mundos estavam sempre se colidindo. Então, em filmes, constantemente você percebe a relação entre um mundo e outro."

## Temas

### Relação entre classes sociais
Nesse filme, assim como em outros de Leigh, o espectador observa como pessoas de diferentes classes sociais se interagem. A família Drake é de classe baixa, enquanto o irmão de Stan, Frank, acaba de entrar na classe média. A família de Susan é de classe alta e, devido à seu status social, ela consegue arranjar um aborto legal e seguro, ao contrário das mulheres que visitam Vera.

### Importância da família
A importância da família é um dos principais temas do filme. A personagem de Joyce, a esposa de Frank, que afirma querer ser mãe, é demonstrada como sendo a mais fria e egoísta de todos. Ela é preocupada com bens materiais e na melhora de seu status social. Quando Vera é presa, ela se afasta daquilo que considera uma vergonha para a família. Em contraste, a casa de Vera é cheia de amor e felicidade. O casamento de Vera e Stanley é tão forte que ele, assim como seus filhos, permanece fiel a ela, apesar de não compreender as razões dela para praticar abortos.

### Moralidade versus legalidade
Outro tema recorrente no filme é a batalha entre moralidade e legalidade. Moralmente, Vera acredita estar fazendo a coisa certa ajudando mulheres que não querem dar à luz. Ela é uma mulher honesta que realiza abortos por caridade devido à sua compreensão das conseqüências de uma gravidez indesejada em seu ambiente sócio-econômico. As boas intenções de Vera, no entanto, são irrelevantes no tribunal.

## Elenco
- Imelda Staunton .... Vera Drake
- Richard Graham .... George
- Eddie Marsan .... Reg
- Anna Keaveney .... Nellie
- Alex Kelly .... Ethel
- Daniel Mays .... Sid
- Philip Davis .... Stan
- Lesley Manville .... sra. Wells
- Sally Hawkins .... Susan
- Simon Chandler .... sr. Wells
- Jim Broadbent .... juiz
- Sandra Voe .... mãe de Vera
- Adrian Scarborough .... Frank
- Heather Craney .... Joyce

## Recepção
O filme lucrou cerca de treze milhões de dólares em todo o mundo, cerca de quatro milhões destes apenas nos Estados Unidos da América.
Algumas pessoas consideraram o filme impróprio para exibição em países onde o aborto ainda é ilegal, devido a cenas em que os passos dos abortos realizados por Vera são mostrados detalhadamente.

## Principais prêmios e indicações
BAFTA 2005 (Reino Unido)
- Venceu nas categorias de melhor diretor, melhor atriz (Imelda Staunton) e melhor figurino.
- Indicado nas categorias de melhor filme, melhor filme britânico, melhor ator coadjuvante (Philip Davis), melhor atriz coadjuvante (Heather Craney), melhor edição, melhor maquiagem, melhor roteiro original e melhor desenho de produção.

Festival de Veneza 2004 (Itália)
- Ganhou o Leão de Ouro e a Volpi Cup na categoria de melhor atriz (Imelda Staunton).

Oscar 2005 (EUA)
- Indicado nas categorias de melhor diretor, melhor atriz (Imelda Staunton) e melhor roteiro original.

Globo de Ouro 2005 (EUA) 
- Indicado na categoria de melhor atriz - drama (Imelda Staunton).

Prêmio Bodil 2006 (Dinamarca)
- Indicado na categoria de melhor filme não-estadunidense.

David di Donatello Awards 2005 (Itália)
- Indicado na categoria de melhor filme europeu (Mike Leigh).

Satellite Awards 2005 (EUA)
- Indicado nas categorias de melhor filme dramático e melhor atriz em um filme dramático (Imelda Staunton).

Screen Actors Guild Awards 2005 (EUA)
- Indicado na categoria de melhor atriz (Imelda Staunton)